# Maros Magda
Maros Magda (Budapest, 1951. október 4. –) olimpiai ezüstérmes, világbajnok magyar tőrvívó.

## Pályafutása
Az 1976-os montréali és az 1980-as moszkvai bronzérmes női tőrcsapatnak is tagja volt, utóbbin egyéniben ezüstérmet szerzett. 1973-ban a göteborgi világbajnokságon győztes magyar női tőrcsapat tagja volt. Kilencszeres magyar bajnok, ebből háromszor egyéniben (1973, 1978, 1980). 1980-ban az év női sportolójának választották. 1986 óta Svédországban él.